# هربرت جرونيمير
هربرت جرونيمير (بالألمانية: Herbert Grönemeyer)‏ هو مغني وموسيقي وكاتب أغاني وملحن وممثل ألماني، ولد في 12 أبريل 1956 في ألمانيا. بدأ مشواره المهني سنة 1978، ومن الجوائز التي نالها جائزة أمادايوس للموسيقى النمساوية ‏.

## أعمال

### أفلام
- (1981) القارب
- (2007) سيطرة[7]
- (2010) الأمريكي[8][9]
- (2014) أخطر الرجال المطلوبين[10][11]

## جوائز
- جائزة أمادايوس للموسيقى النمساوية [الإنجليزية]‏

## وصلات خارجية
- هربرت جرونيمير على موقع IMDb (الإنجليزية)
- هربرت جرونيمير على موقع روتن توميتوز (الإنجليزية)
- هربرت جرونيمير على موقع مونزينجر (الألمانية)
- هربرت جرونيمير على موقع ألو سيني (الفرنسية)
- هربرت جرونيمير على موقع ميوزك برينز (الإنجليزية)
- هربرت جرونيمير على موقع أول موفي (الإنجليزية)
- هربرت جرونيمير على موقع قاعدة بيانات الأفلام السويدية (السويدية)
- هربرت جرونيمير على موقع أول ميوزيك (الإنجليزية)
- هربرت جرونيمير على موقع ديسكوغز (الإنجليزية)
- هربرت جرونيمير على موقع قاعدة بيانات الفيلم (الإنجليزية)